# 입체중심

입체중심을 갖는 일반적인 아미노산의 두 가지 거울상 이성질체

입체중심(立體中心, 영어: stereocenter)은 입체화학에서 분자에 대한 입체 이성질체의 초점이 되는 축 또는 평면인 원자이다. 즉, 입체중심에 결합된 3개 이상의 다른 작용기가 있는 경우 2개의 다른 작용기를 맞바꾸면 새로운 입체 이성질체가 생성된다. 입체중심은 입체발생 중심(立體發生中心, 영어: stereogenic center)이라고도 한다.
입체중심은 기하학적으로 분자의 한 점(위치)로 정의된다. 입체중심은 일반적으로 항상 그런 것은 아니지만 특정 원자, 보통은 탄소이다. 입체중심은 카이랄 분자 또는 비카이랄 분자에 존재할 수 있으며 단일 결합이나 이중 결합을 포함할 수 있다. 가상의 입체 이성질체의 수는 2n을 사용하여 예측할 수 있으며, 여기서 n은 사면체의 입체중심의 수이다. 그러나 메조 화합물과 같은 예외는 예측을 예상된 2n 미만으로 줄일 수 있다.
카이랄 중심(영어: chiral center)은 4개의 서로 다른 치환기를 가지고 있는 입체중심의 일종이다. 카이랄 중심은 sp3 혼성화만 가질 수 있기 때문에 입체중심의 특정 하위 집합이다. 즉, 카이랄 중심은 단일 결합만 가질 수 있다.

## 같이 보기
- 카이랄성 (화학)
- 칸-인골드-프렐로그 순위 규칙
- 입체화학
- 입체 이성질체